# XO-1

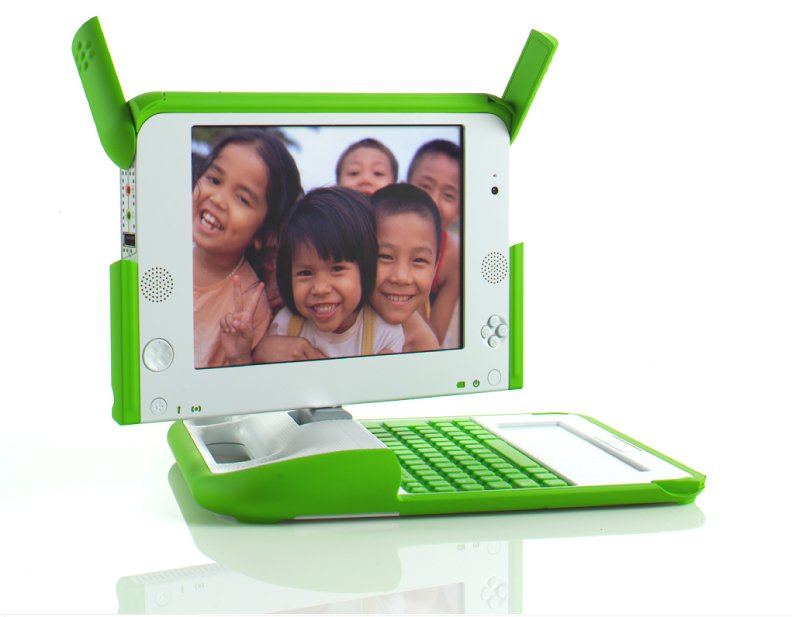
Immagine del prototipo (terza versione)

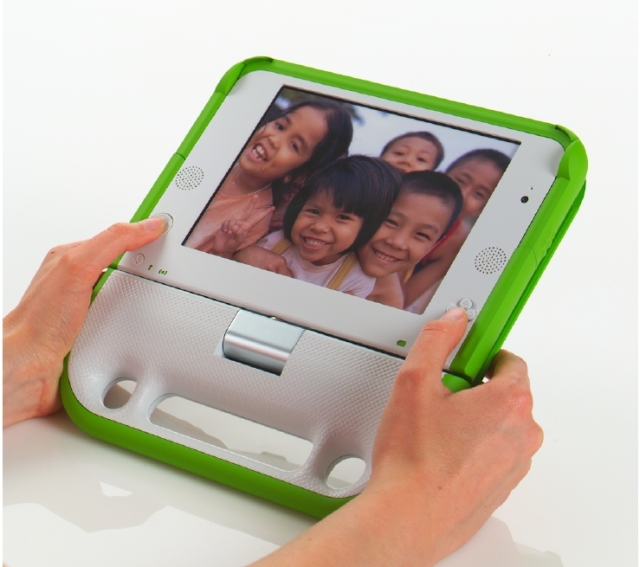

XO-1 (precedentemente $100 laptop) è un progetto per un mini-portatile a basso costo a scopo di dare a ogni bambino nel mondo l'accesso alla conoscenza e alle moderne forme di educazione.
Il computer, semplice, basato su Linux, è così efficiente nell'uso dell'energia da poter essere alimentato da un generatore manuale PCG (Pull-Cord Generator, prod. Potenco).
La tecnologia wireless può essere utilizzata per permettere a molte macchine di accedere a internet da una singola connessione.

## Intenzioni dei promotori
L'obiettivo del prezzo è di partire da 100 dollari e poi scendere, anche se Nicholas Negroponte ha affermato che forse il prezzo iniziale sarà superiore per poi arrivare a 100$ nel 2008. Secondo il direttore del progetto il prezzo delle macchine potrebbe scendere nel 2009 fino a 50$.
Il laptop verrà venduto ai governi e dato ai ragazzi delle scuole sulla base di un laptop per ragazzo.
Il laptop viene sviluppato dalla organizzazione non-profit con sede nel Delaware One laptop per child (OLPC), creata da membri della facoltà del MIT Media Lab per progettare, fabbricare e distribuire il laptop. OLPC fu annunciato nel gennaio 2005 al Forum Economico Mondiale a Davos, Svizzera, da Nicholas Negroponte, presidente e cofondatore dei Media Lab.
Il laptop è talvolta chiamato la Green Machine.
Il 9 gennaio 2008 la BBC ha evidenziato una polemica tra Nicholas Negroponte ed Intel a causa del prezzo troppo basso del calcolatore.

## Caratteristiche tecniche
I dettagli tecnici previsti possono variare assai rapidamente, per il momento sono:
- Titolo: $100 laptop
- Fabbricante: Quanta Computers
- Tipo: laptop
- Connessione: 802.11 interna per collegamento di rete
- Previsioni uscita: gennaio 2007
- Memoria: 256 MB DRAM
- Memoria di massa: Flash memory da 1024 MB
- Sistema operativo: Red Hat * Fedora Core-Based Linux
- Telecamera: plug-in USB opzionale
- Ingressi: tastiera / Touchpad / 3 porte USB
- Alimentazione: Batteria / generatore manuale PCG (Pull-Cord Generator, prod. Potenco) / Batteria auto da 12 V / Trasformatore CA
- Processore: AMD Geode GX500@1.0W + 5536
- Schermo: dual mode diagonale 7 pollici (18 cm) TFT LCD (leggibilità alla luce solare 200 dpi)
- Tastiera: estesa, per permettere di imparare a scrivere

## Software
Tutti i programmi forniti con il computer saranno open source. A novembre del 2005 fu annunciato che il computer avrebbe incluso:
- Un sistema operativo basato sulla distribuzione Red Hat
- Un browser web
- Un word processor
- Un programma di posta elettronica
- Strumenti di sviluppo, incluso il linguaggio Squeak

Apple aveva offerto gratuitamente il macOS come sistema operativo della macchina ma secondo le dichiarazioni di Seymour Papert, professore emerito del MIT e uno dei fondatori dell'iniziativa, l'offerta è stata rifiutata dato che il sistema operativo non è open source. Difatti venne scelto un sistema operativo basato su kernel Linux.
Negroponte inoltre ha affermato che Wikipedia verrà inclusa nel laptop. Jimmy Wales, uno dei fondatori dell'enciclopedia, ha dichiarato che essa è una delle killer application per progetti come il laptop da 100$. Il 4 agosto 2006 la Wikimedia Foundation ha annunciato che una selezione statica delle voci verrà inclusa nel computer. Il computer dispone di 512 megabyte di memoria statica mentre il progetto Wikipedia è molto più grande, quindi una selezione è inevitabile. Wales ha affermato "gli obiettivi dell'OLPC vanno a braccetto con l'obiettivo di distribuire sapere enciclopedico in modo gratuito a ogni persona del mondo. Non tutti al mondo sono dotati di connessione internet".
Molti libri open content devono essere scritti per il progetto; i libri mireranno a soddisfare obiettivi educativi. In alternativa gli editori potrebbero eliminare o ridurre il costo delle licenze dei loro libri a basso costo in modo da poterli includere nel progetto.
Il computer utilizza una specifica interfaccia utente che non sfrutta la comune metafora del desktop ma bensì mette al centro l'utente (o meglio il discente) e lo circonda di una serie di azioni possibili e di una cerchia di contatti in rete tra loro (tra cui ovviamente l'insegnante).

### Sviluppo in Thailandia
I programmi utilizzati dal laptop sono sviluppati in Thailandia, uno dei primi stati che ha partecipato al progetto. I programmi sviluppati includono l'ambiente grafico GNOME, il programma di videoscrittura Abiword, i web browser Mozilla Firefox e Epiphany. Pidgin verrà utilizzato per la messaggistica istantanea mentre Totem verrà utilizzato per riprodurre i contributi multimediali. La lista completa dei programmi è disponibile qui Archiviato il 9 settembre 2006 in Internet Archive..
Microsoft nel dicembre 2007 ha annunciato lo sviluppo di una versione di Windows XP e del pacchetto software Office per il laptop. La società prevede di mostrarne una versione funzionante per metà del 2008. I progettisti del laptop comunque si sono dimostrati critici verso il progetto ritenendo che probabilmente il sistema operativo sviluppato insieme al computer risulterà essere comunque la soluzione migliore.

## Prima consegna
Il primo computer, tipo 2B1, è stato consegnato da Nicholas Negroponte al presidente del Brasile, Lula, il 24 novembre 2006, a San Paolo.

### Primo prototipo

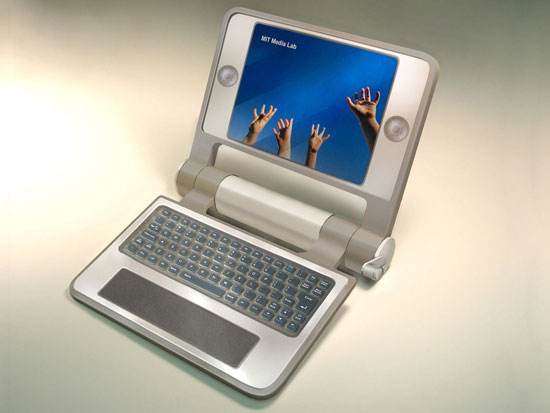
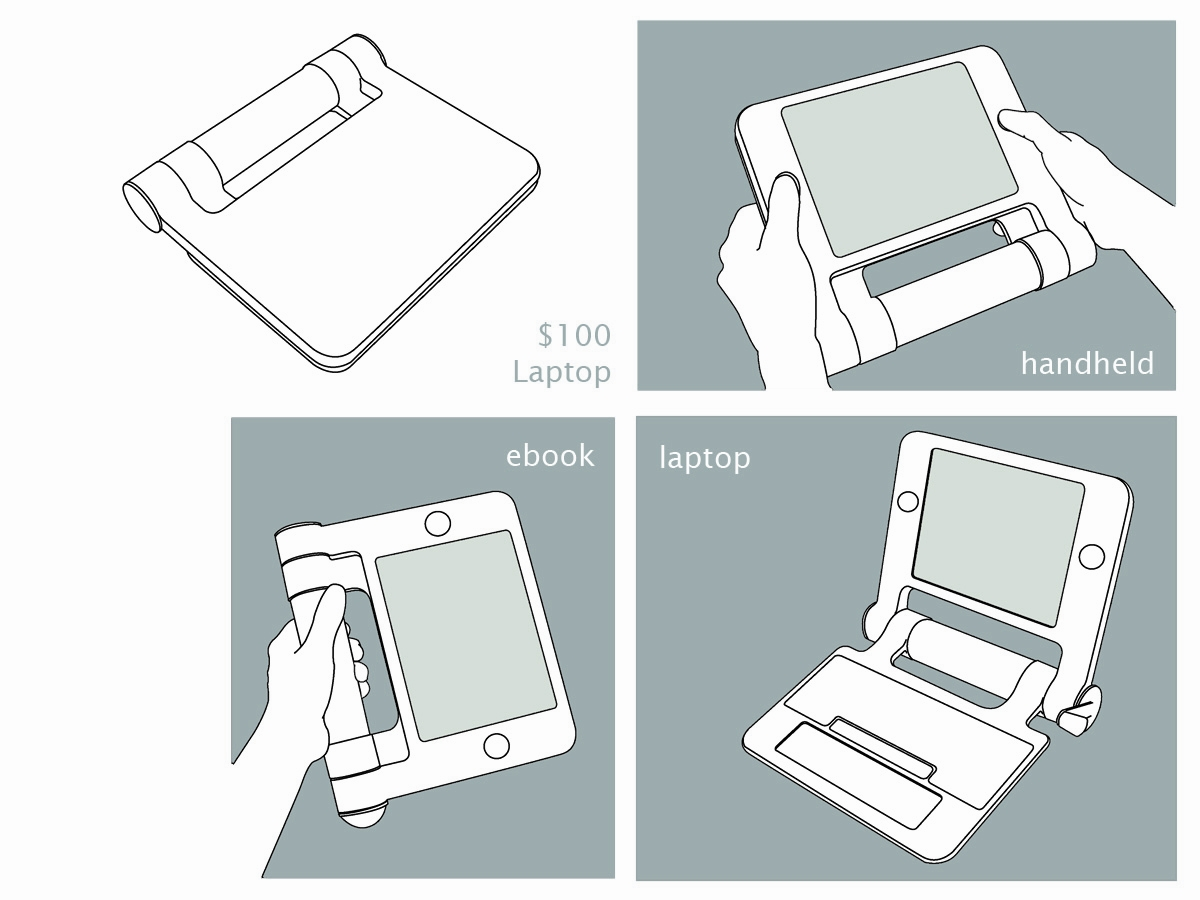
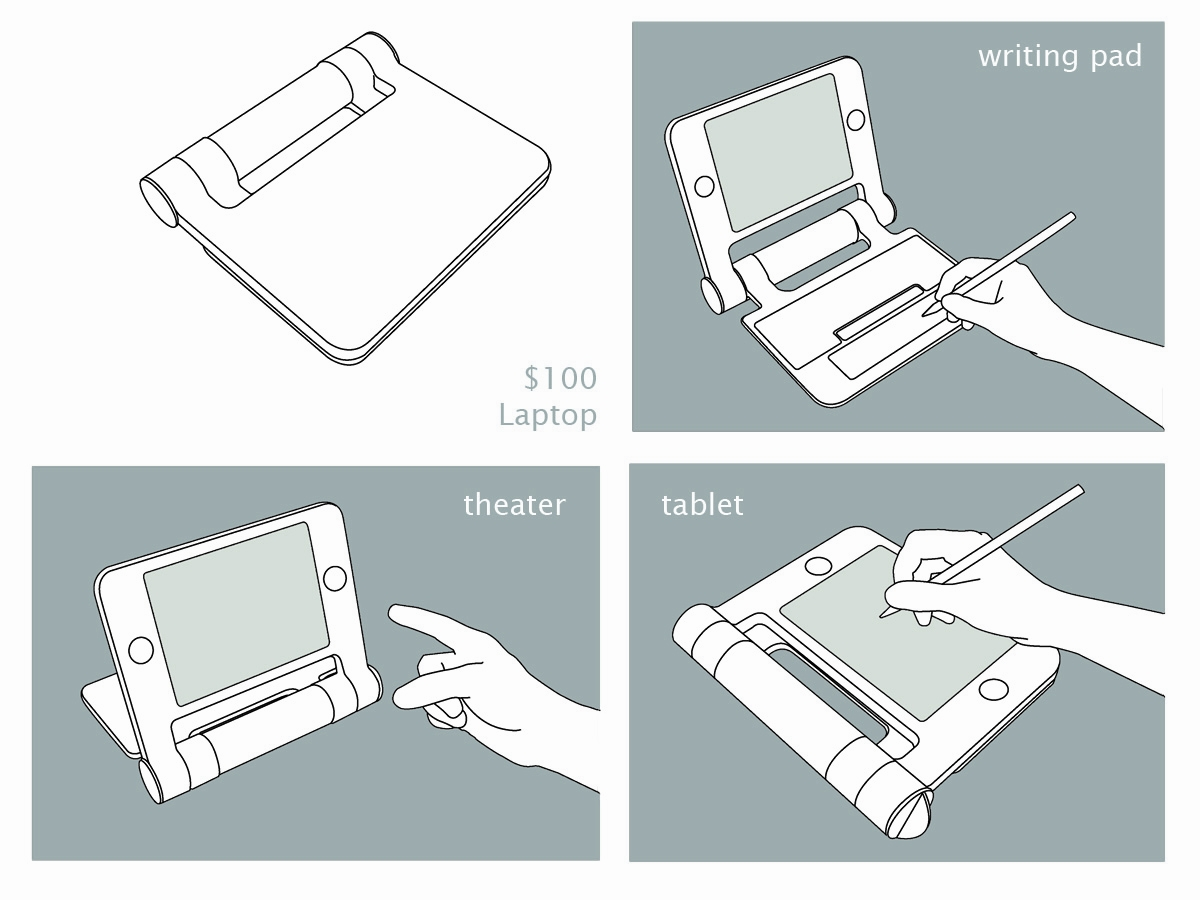
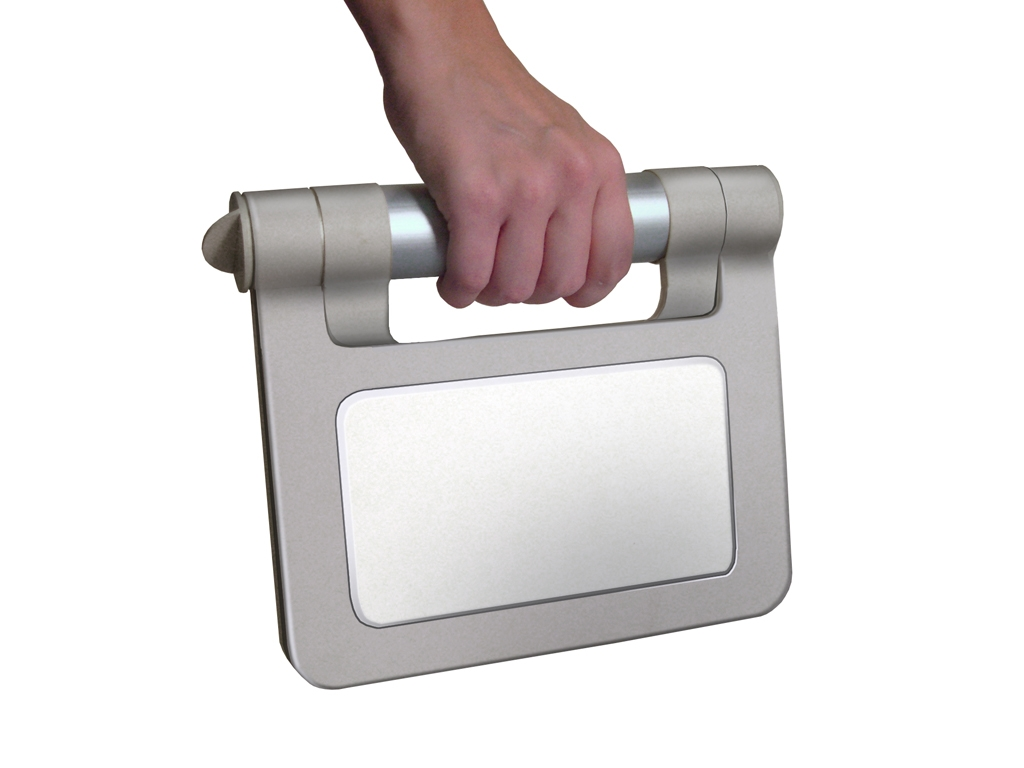

### Secondo prototipo

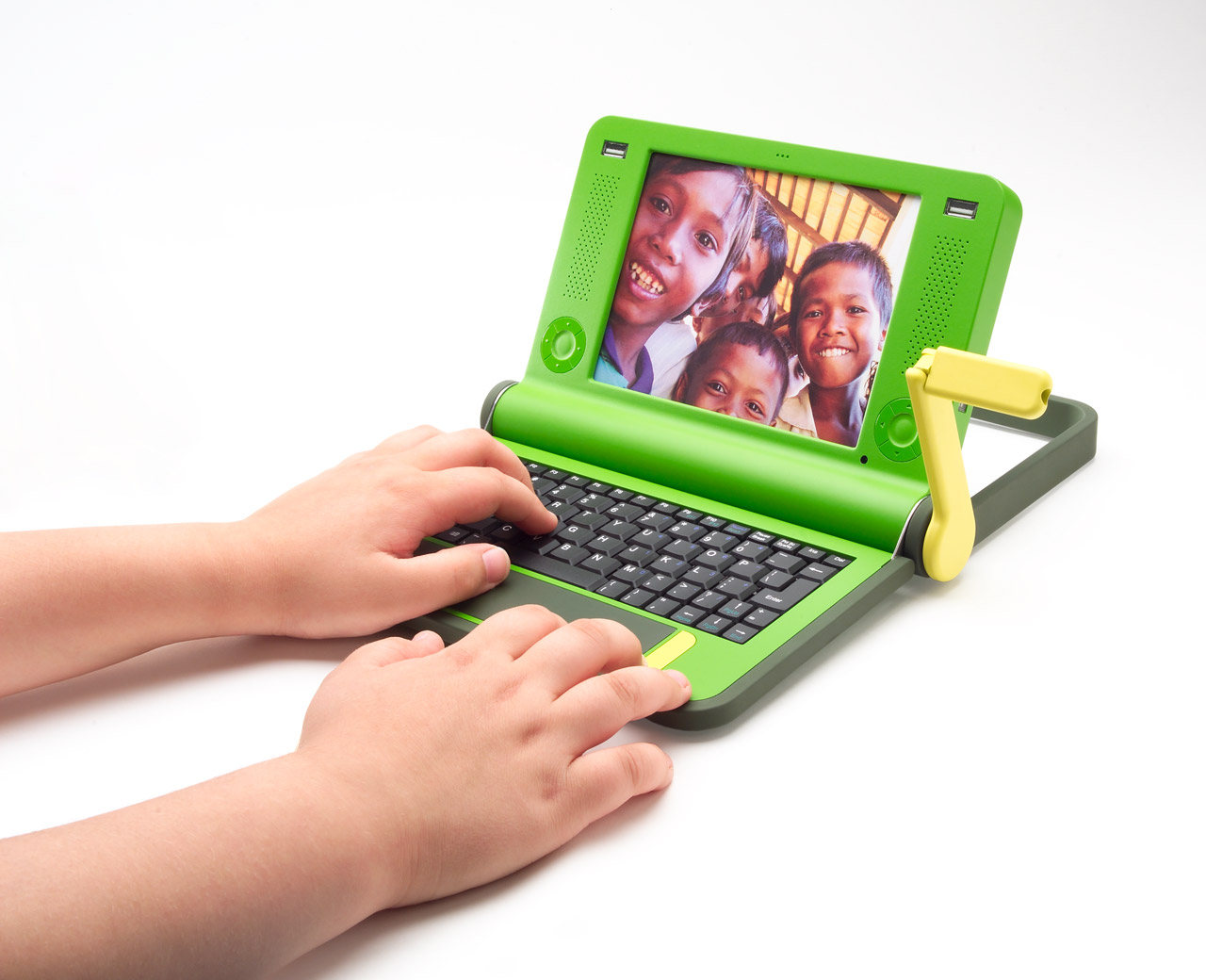
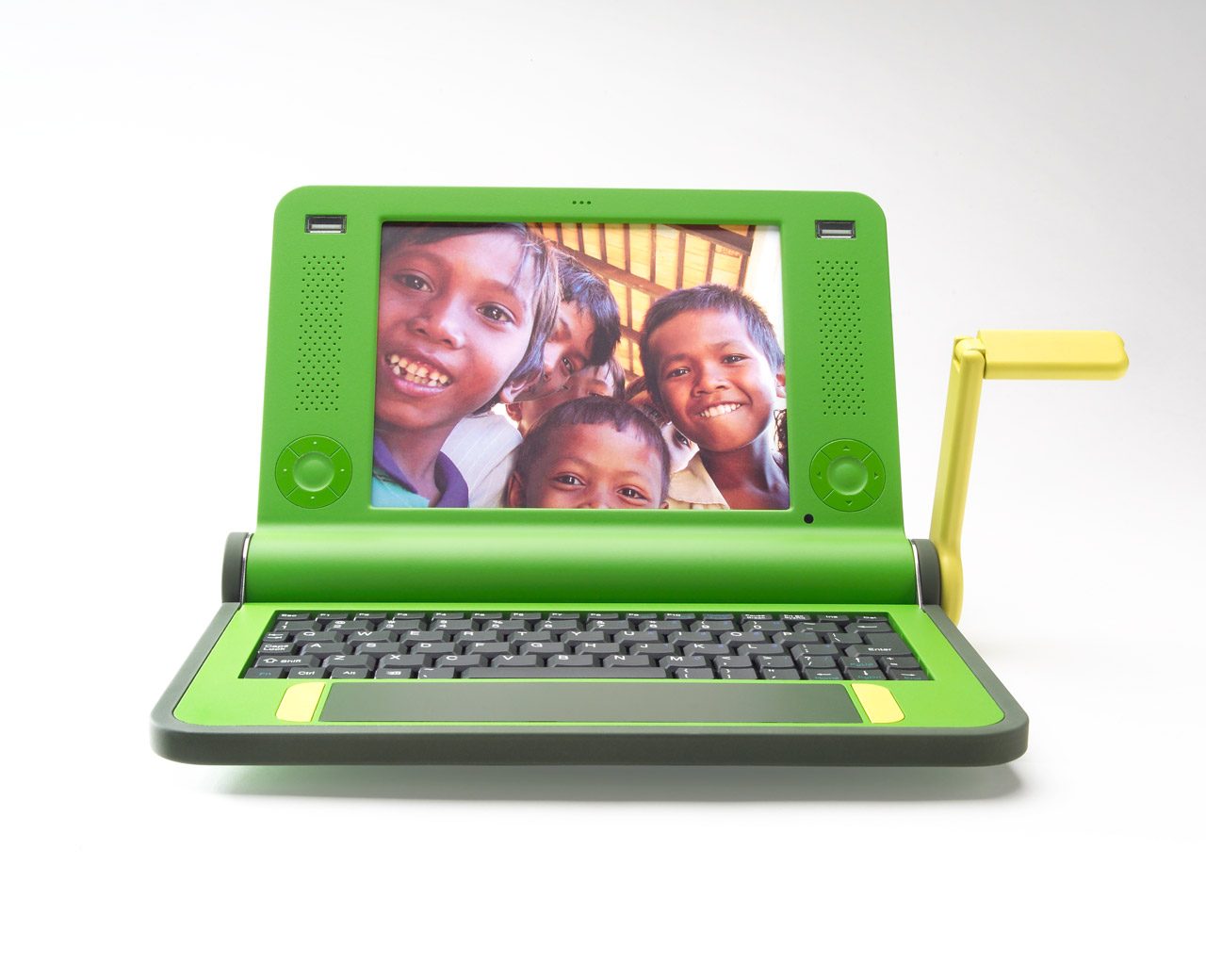
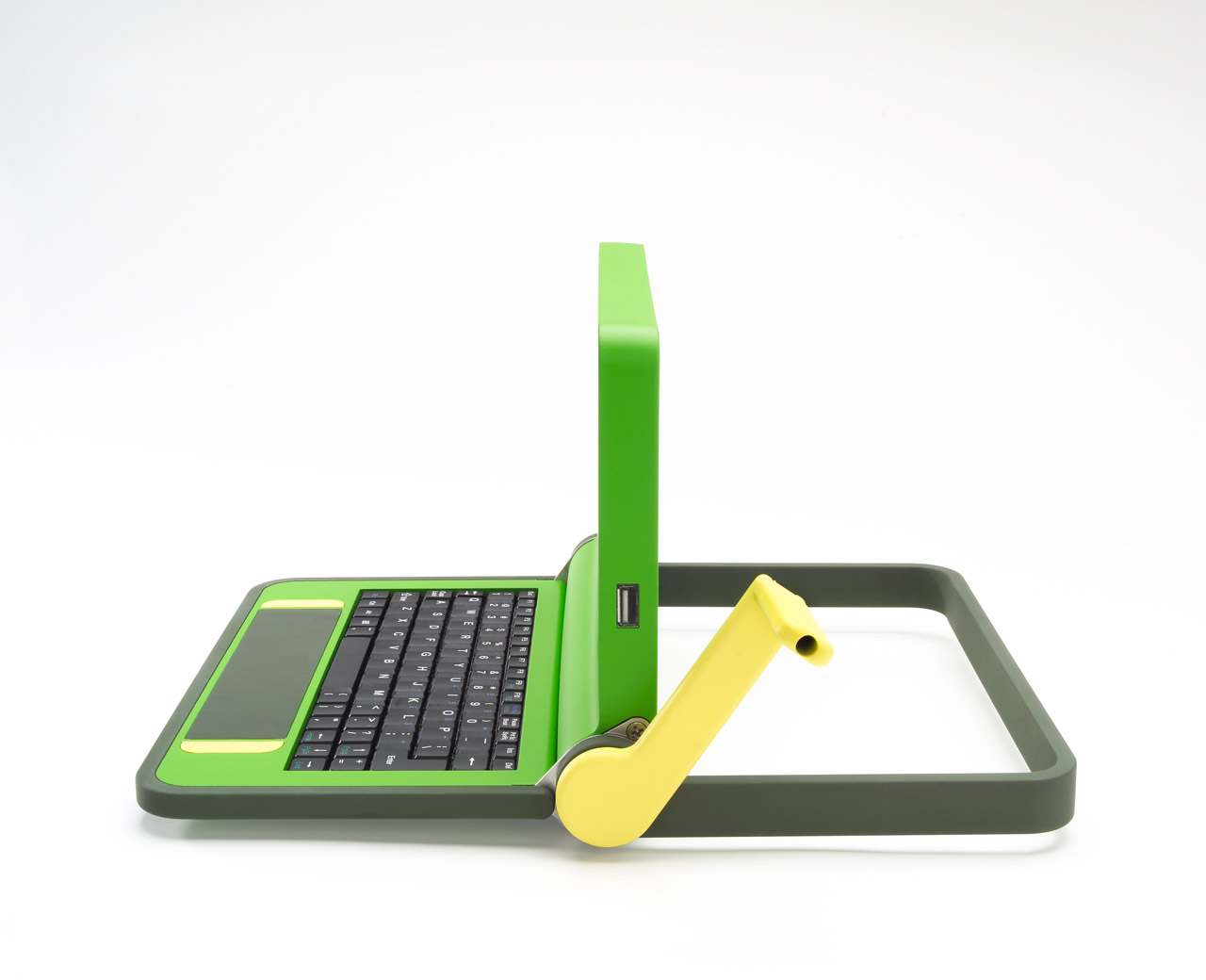
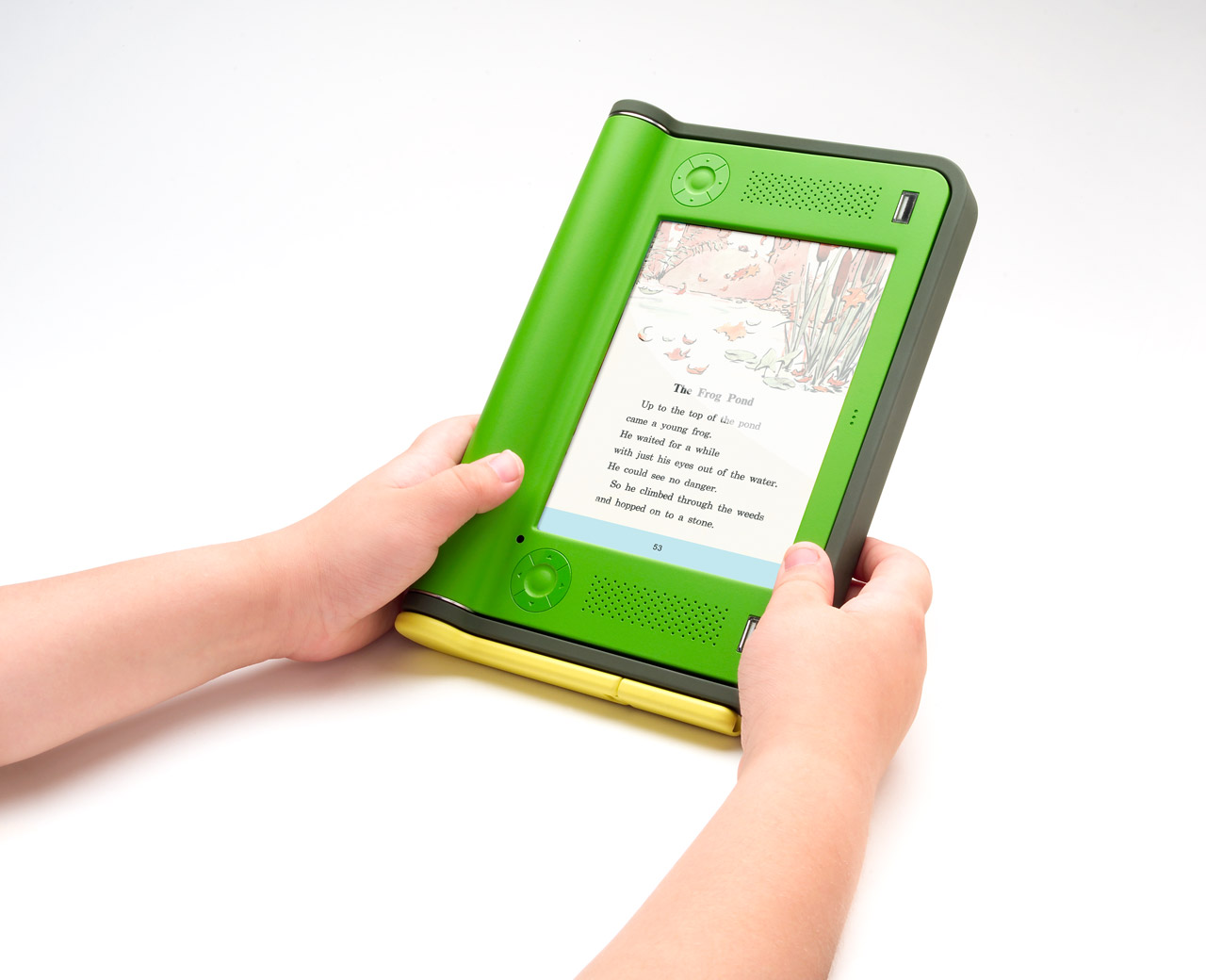
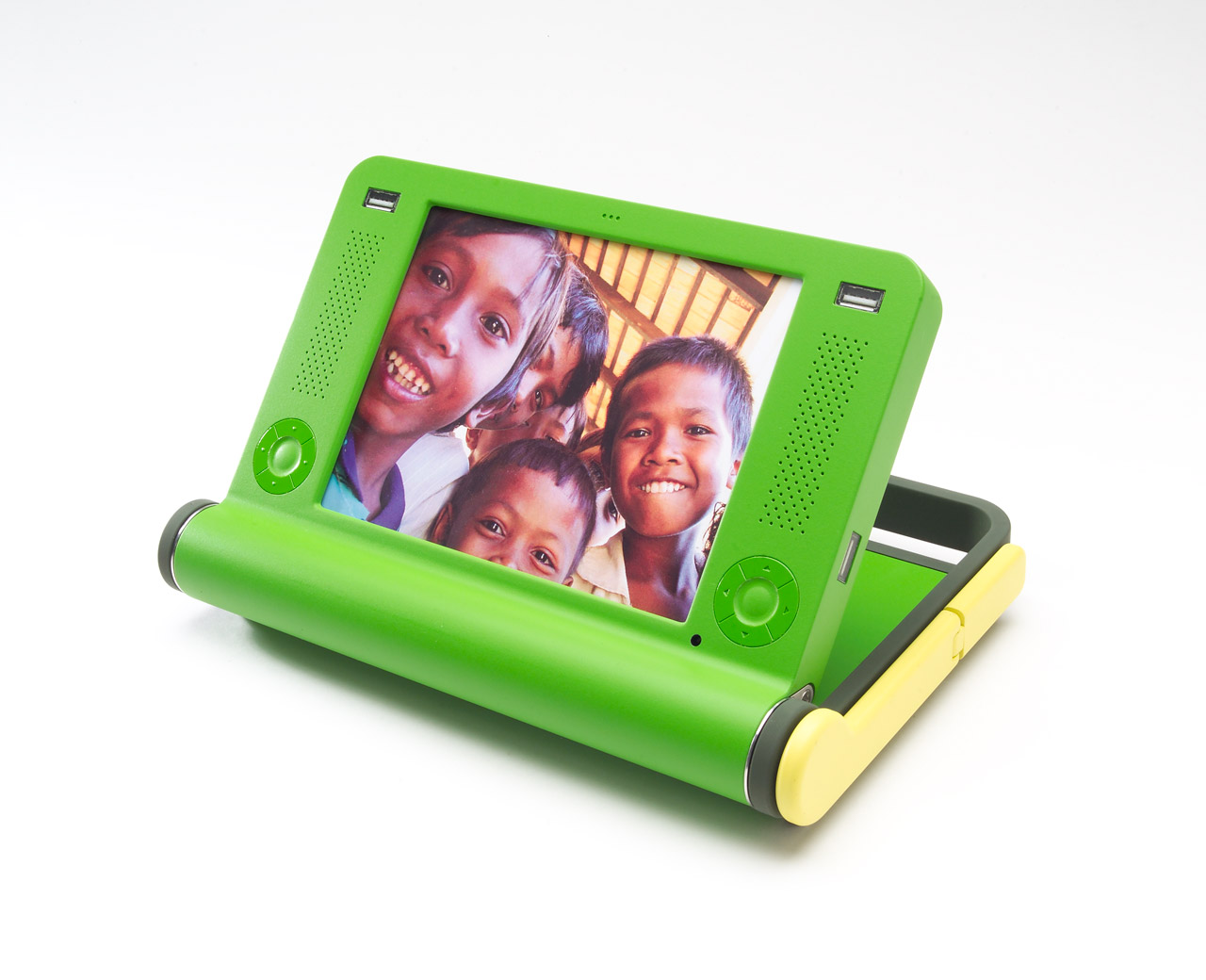
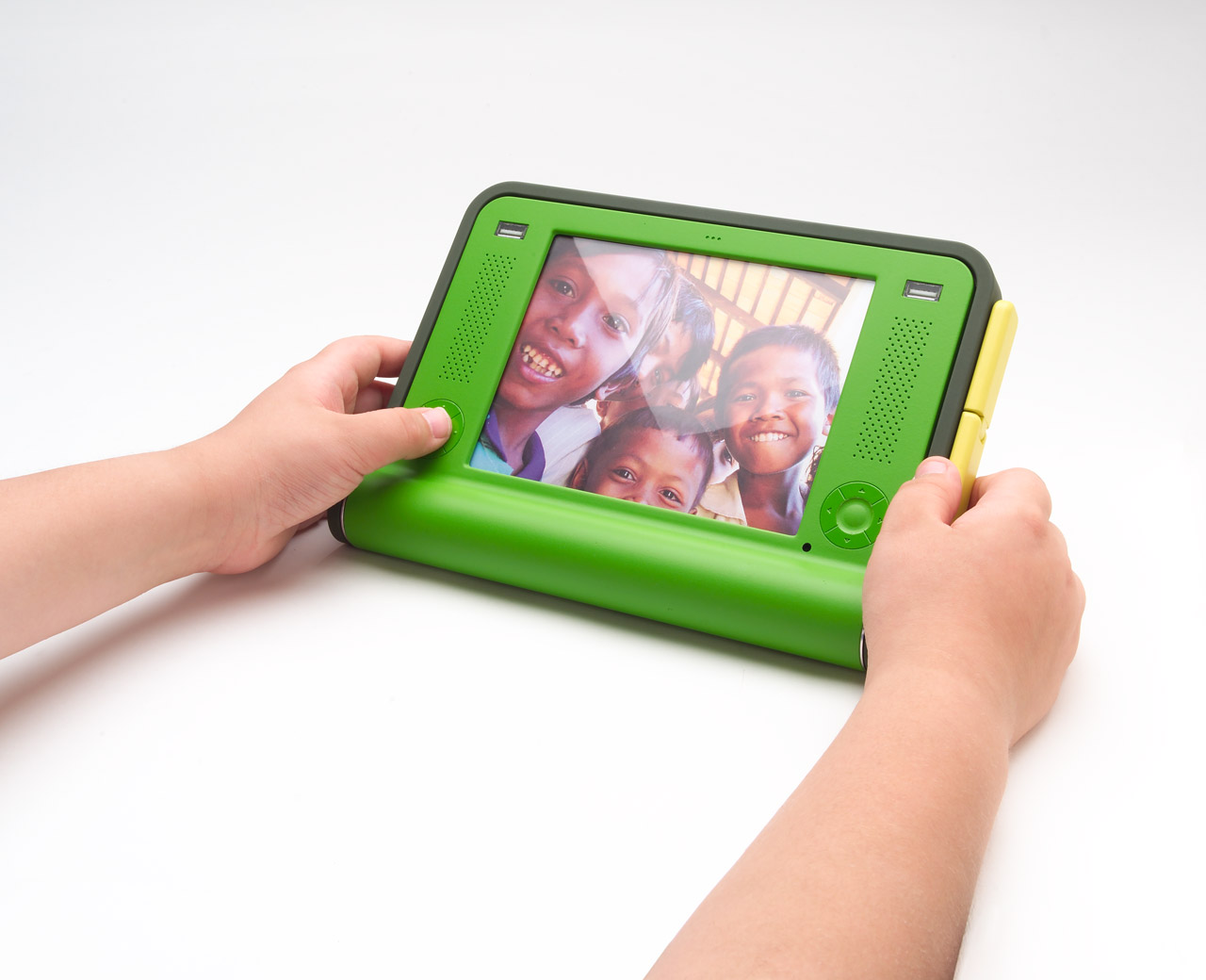

### Terzo prototipo

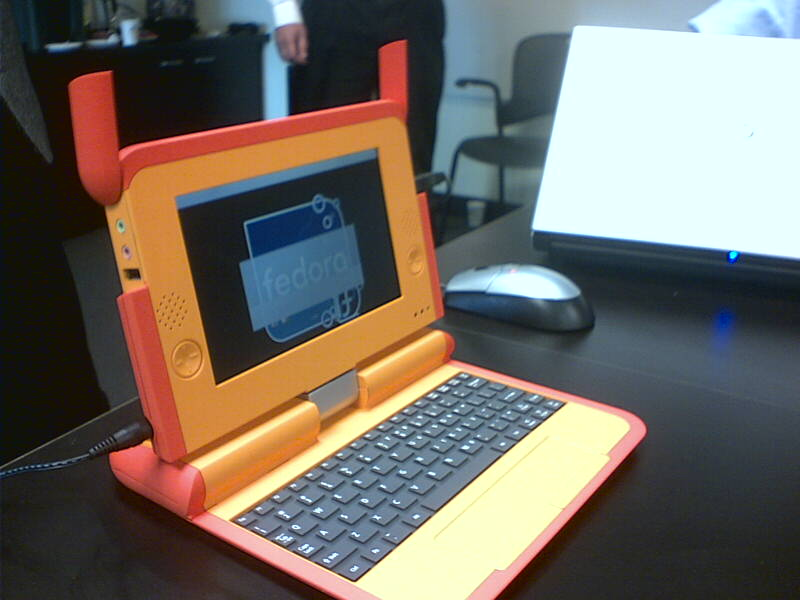
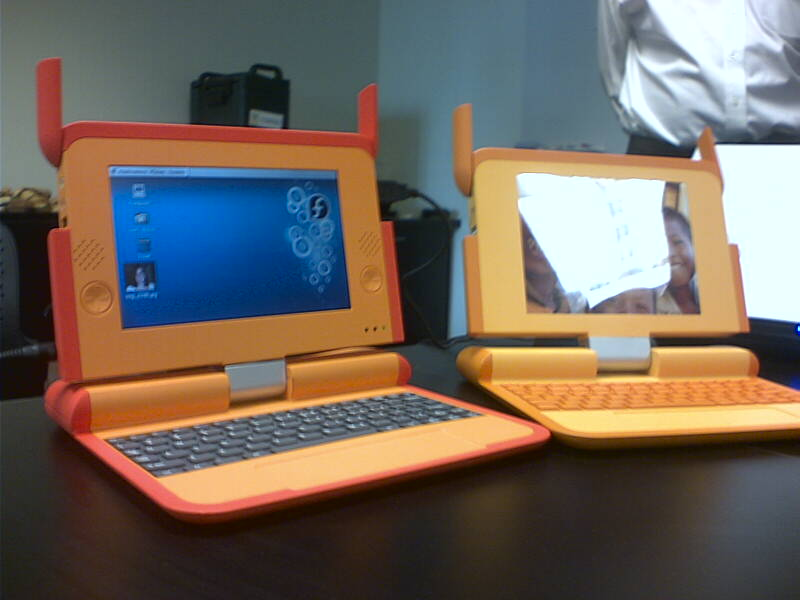
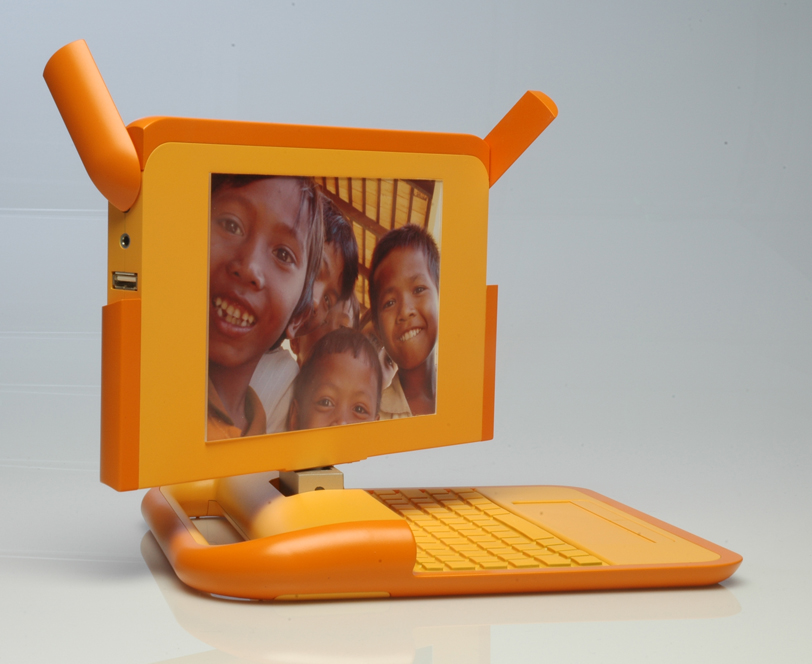